# Arco de Triunfo de Pionyang
El Arco del Triunfo de Pionyang (en coreano: 개선문) fue construido para conmemorar la resistencia del pueblo coreano frente al Imperio del Japón desde 1925 hasta la independencia de Corea en 1945, tras la Segunda Guerra Mundial.

## Historia
Fue construido en 1982 sobre la plaza del Triunfo, al pie de la colina Moran (모란봉) en la capital norcoreana de Pionyang. El monumento fue construido para honrar y glorificar al presidente Kim Il-sung por su papel en la resistencia contra el dominio japonés.

## Inauguración
Fue inaugurado con motivo de su 70.º cumpleaños. Cada uno de sus 25.500 bloques de granito blanco con los que está revestido finamente representan un día de su vida hasta ese momento.

## Estructura Arquitectónica
La estructura se basa en el Arco del Triunfo de París y fue construida deliberadamente para ser un poco mayor que este. Es el arco de triunfo más alto del mundo, con una altura de 70 metros por 50 de ancho.

## Turismo
El arco tiene docenas de habitaciones, barandillas, plataformas de observación y ascensores. También tiene cuatro puertas abovedadas, cada una de veintisiete metros de altura, decorada con azaleas tallada en su circunferencia. Inscrita en el arco está la "Canción del general Kim Il-sung", un himno revolucionario del año 1925, que fue cuando las provincias del norte fueron establecidas por Kim Il-sung en el viaje por la liberación nacional, y el año 1945, el final de la Segunda Guerra Mundial, que puso fin a la ocupación japonesa de la península coreana.
El arco forma siempre parte del recorrido de los tours oficiales para los turistas y visitantes a Corea del Norte.